# Ilex zygophylla
Ilex zygophylla är en järneksväxtart som beskrevs av Merrill. Ilex zygophylla ingår i släktet järnekar, och familjen järneksväxter. Inga underarter finns listade i Catalogue of Life.